# Trachyphloeus
Trachyphloeus är ett släkte av skalbaggar som beskrevs av Ernst Friedrich Germar 1817. Trachyphloeus ingår i familjen vivlar.

## Dottertaxa tillTrachyphloeus, i alfabetisk ordning[1][2]
- Trachyphloeus algerinus
- Trachyphloeus algesiranus
- Trachyphloeus alicantinus
- Trachyphloeus alleni
- Trachyphloeus alpinus
- Trachyphloeus alternans
- Trachyphloeus amplithorax
- Trachyphloeus angustisetulus
- Trachyphloeus anoplus
- Trachyphloeus antoinei
- Trachyphloeus apuanus
- Trachyphloeus argentatus
- Trachyphloeus aristatus
- Trachyphloeus ascendens
- Trachyphloeus asperatus
- Trachyphloeus asphaltinus
- Trachyphloeus atlasicus
- Trachyphloeus atrictirostris
- Trachyphloeus aureocruciatus
- Trachyphloeus beauprei
- Trachyphloeus bifoveolatus
- Trachyphloeus bilekensis
- Trachyphloeus biskrensis
- Trachyphloeus bonensis
- Trachyphloeus bosnicus
- Trachyphloeus brevicornis
- Trachyphloeus brevirostris
- Trachyphloeus brevis
- Trachyphloeus caenopsiformis
- Trachyphloeus canaliculatus
- Trachyphloeus cecyropioides
- Trachyphloeus centralis
- Trachyphloeus championi
- Trachyphloeus cinereus
- Trachyphloeus clarus
- Trachyphloeus coloratus
- Trachyphloeus complutensis
- Trachyphloeus confinis
- Trachyphloeus confusus
- Trachyphloeus corniculatus
- Trachyphloeus corpulentus
- Trachyphloeus cruciatus
- Trachyphloeus davisi
- Trachyphloeus denticulatus
- Trachyphloeus desbrochersi
- Trachyphloeus difformis
- Trachyphloeus digitalis
- Trachyphloeus dilatatus
- Trachyphloeus distans
- Trachyphloeus distinguendus
- Trachyphloeus elegantulus
- Trachyphloeus elephas
- Trachyphloeus erinaceus
- Trachyphloeus escalerae
- Trachyphloeus fairmairei
- Trachyphloeus fissirostris
- Trachyphloeus fleischeri
- Trachyphloeus frivaldszkyi
- Trachyphloeus fusciscapus
- Trachyphloeus gibbifrons
- Trachyphloeus glabratus
- Trachyphloeus globicollis
- Trachyphloeus globipennis
- Trachyphloeus godarti
- Trachyphloeus gracilicornis
- Trachyphloeus granulatus
- Trachyphloeus granulus
- Trachyphloeus guadarramus
- Trachyphloeus hardenbergi
- Trachyphloeus herrerai
- Trachyphloeus heymesi
- Trachyphloeus hispidulus
- Trachyphloeus horrens
- Trachyphloeus hustachei
- Trachyphloeus impressicollis
- Trachyphloeus inermis
- Trachyphloeus irritus
- Trachyphloeus italicus
- Trachyphloeus lanuginosus
- Trachyphloeus larraldi
- Trachyphloeus laticollis
- Trachyphloeus latitarsis
- Trachyphloeus leprosus
- Trachyphloeus longirostris
- Trachyphloeus lucusensis
- Trachyphloeus maculatus
- Trachyphloeus mamillosus
- Trachyphloeus maroccanus
- Trachyphloeus mazurai
- Trachyphloeus melanothrix
- Trachyphloeus monspeliensis
- Trachyphloeus moroderi
- Trachyphloeus muralis
- Trachyphloeus muricatus
- Trachyphloeus myrmecophilus
- Trachyphloeus nanus
- Trachyphloeus nigricans
- Trachyphloeus nodipennis
- Trachyphloeus notatipennis
- Trachyphloeus notulatus
- Trachyphloeus olivieri
- Trachyphloeus ontigolensis
- Trachyphloeus orbipennis
- Trachyphloeus orbitalis
- Trachyphloeus ovipennis
- Trachyphloeus parallelus
- Trachyphloeus pardoi
- Trachyphloeus peyerimhoffi
- Trachyphloeus pici
- Trachyphloeus picturatus
- Trachyphloeus planophthalmus
- Trachyphloeus pollicatus
- Trachyphloeus porculus
- Trachyphloeus proletarius
- Trachyphloeus proximus
- Trachyphloeus pustulatus
- Trachyphloeus rambouseki
- Trachyphloeus raymondi
- Trachyphloeus recognitus
- Trachyphloeus rectus
- Trachyphloeus reichei
- Trachyphloeus reicheianus
- Trachyphloeus reitteri
- Trachyphloeus retusus
- Trachyphloeus rhinodontoides
- Trachyphloeus rostratus
- Trachyphloeus ruficollis
- Trachyphloeus rugaticollis
- Trachyphloeus rugicollis
- Trachyphloeus rugosus
- Trachyphloeus sabulosus
- Trachyphloeus scaber
- Trachyphloeus scabriculus
- Trachyphloeus seidlitzi
- Trachyphloeus septentrionis
- Trachyphloeus setarius
- Trachyphloeus setermis
- Trachyphloeus setiger
- Trachyphloeus setosus
- Trachyphloeus skopljensis
- Trachyphloeus socius
- Trachyphloeus solariorum
- Trachyphloeus solitarius
- Trachyphloeus sordidus
- Trachyphloeus spathulatus
- Trachyphloeus spinimanus
- Trachyphloeus spinosulus
- Trachyphloeus spinosus
- Trachyphloeus squalens
- Trachyphloeus squalidus
- Trachyphloeus squamifer
- Trachyphloeus squamosus
- Trachyphloeus squamulatus
- Trachyphloeus stierlini
- Trachyphloeus stipulatus
- Trachyphloeus subsetulosus
- Trachyphloeus sulculus
- Trachyphloeus syriacus
- Trachyphloeus syrus
- Trachyphloeus tenuipes
- Trachyphloeus tessellatus
- Trachyphloeus thessalicus
- Trachyphloeus truquii
- Trachyphloeus turcicus
- Trachyphloeus uhagoni
- Trachyphloeus uhagonii
- Trachyphloeus valentinus
- Trachyphloeus validiscapus
- Trachyphloeus walkeri
- Trachyphloeus waltoni
- Trachyphloeus waltonianus
- Trachyphloeus variegatus
- Trachyphloeus ventricosus
- Trachyphloeus vicinus
- Trachyphloeus villosulus
- Trachyphloeus viverra
- Trachyphloeus ypsilon